# (13217) Alpbach
(13217) Alpbach ist ein Asteroid des Hauptgürtels, der am 30. Juni 1997 von Astronomen der OCA-DLR Asteroid Survey am Observatoire de Calern (IAU-Code 910) in Caussols nördlich von Grasse entdeckt wurde.
Der Asteroid wurde am 9. Februar 2009 nach der Gemeinde Alpbach in Tirol in den Kitzbüheler Alpen benannt, in der jährlich das Europäische Forum Alpbach stattfindet, das internationale Persönlichkeiten aus Wissenschaft, Wirtschaft, Kultur und Politik, darunter auch mehrere Nobelpreisträger vereint.